# Кун Теменужков
Джошкун Теменужков Михайлов, познат още като Кун Теменужков, е български футболист, на испанския четвърдовизионен Москардо.

## Ранни години
Джошкун е роден на 1 февруари 2000 г. в Хасково, пето дете в семейството. Година и половина след раждането му семейството му емигрира в Испания. Родителите му се устройват във Фрага и започват работа там. Семейство Михайлови решава да запишат Кун във футболната школа на „Леида“. Кун пътува 5 пъти седмично, за да тренира.

## Пробив
През сезона на 2014 г. в неговата възрастова група Кун вкарва 43 гола за „Леида“. На мач между тима му и юношите на „Барселона“ българинът е забелязан от легендата и бивш съотборник на Христо Стоичков – Гилермо Амор.
Джошкун Теменужков изкарва тридневни проби в школата на „Барселона“ и става част от кадетите на „Барселона“ Б. През декември същата година Кун печели първата си купа. Той бележи 14 пъти по време на турнир в зала в Германия и е с основна заслуга каталунците да се приберат у дома с отличието.
В Каталуния се затрудняват с четенето на името на Джошкун. Оттам се ражда и краткото прозвище Кун, с което той става звезда в юношеските гарнитури на „Барселона“. По същия начин наричат и аржентинската звезда Серхио Агуеро – Кун.

## Национален отбор
За юношеските формации на българския национален отбор Кун има 4 официални мача, в които се разписва 2 пъти. На 11 април 2016 г. България побеждава Грузия с 5:3 след изпълнение на дузпи в първия си мач от турнира на УЕФА, проведен в курорта Албена, а нападателят на Барселона прави своя дебют с фланелката на България с попадение в 72-рата минута на срещата – асистенцията е на Мартин Динов.
Джошкун също така участва в квалификациите за Евро 2017 в своята възрастова група, вкарвайки при загубата 1:3 от Швеция и изработвайки дузпата, спечелила мача за България срещу Грузия – 1:0. Въпреки доброто му представяне обаче националният отбор не успява да се класира на форума.